# Бычковская волость (Богучарский уезд)
Бычковская волость — историческая административно-территориальная единица Богучарського уезда Воронежской губернии с центром в слободе Бычок.
По состоянию на 1880 год состоял 9 поселений и 4 сельских общин. Население — 12 308 человек (6194 мужского пола и 6114 — женской), 2036 дворовых хозяйств.
|                       | Площадь, десятин | В том числе пахотной, дес. |
| --------------------- | ---------------- | -------------------------- |
| Сельских общин        | 31965            | 21611                      |
| Частной собственности | 300              | 34                         |
| Другой собственности  | 283              | 203                        |
| В общем               | 32548            | 21848                      |

Поселения волости на 1880 год:
- Бычок — бывшая государственная слобода при реке Бычок за 17 верст от уездного города, 3870 человек, 703 двора, православная церковь, школа, почтовая станция, 5 лавок, ежегодная ярмарка.
- Журавка — бывшая государственная слобода при реке Дон, 3247 человек, 537 двора, православная церковь, школа, 4 лавки.
- Подколодновка — бывшая государственная слобода при озере Черкасское, 2132 лица, 366 дворов, православная церковь, школа, 2 лавки, ежегодная ярмарка.
- Старая Тулучеева — бывшая государственная слобода, 1844 лица, 315 дворов, православная церковь, школа, ежегодная ярмарка.

По данным 1900 году в волости насчитывалось 19 поселений с преимущественно украинским населением, 4 сельских общества, 69 зданий и учреждений, 2407 дворовых хозяйств, население составляло 13 599 человек (6815 мужского пола и 6784 — женского).
1915 года волостным урядником был Алексей Герасимович Борзунов, старшиной был Иван Алексеевич Чумачев, волостным писарем — Михаил Абравомович Воронин.